# Comitatul Duchesne, Utah
Comitatul Duchesne este situat  în statul Utah din Statele Unite. Sediul acestuia este Duchesne. Conform recensământului din anul 2000, populația comitatului a fost de 14,371 de locuitori.

## Demografie
|  | Graficele sunt indisponibile din cauza unor probleme tehnice. Mai multe informații se găsesc la Phabricator și la wiki-ul MediaWiki. |

Date: Wikidata - grafică realizată de Wikipedia